# Ouranosaurus
Ouranosaurus era un erbivor iguanodontid din Cretacicul inferior. El avea o creastă pe spate și apare în clasificarea dinozaurilor după Altirhinus. A fost descoperit în Africa de paleontologul francez Philippe Taquet.